# Strumigenys arnoldi
Strumigenys arnoldi är en myrart som beskrevs av Auguste-Henri Forel 1913. Strumigenys arnoldi ingår i släktet Strumigenys och familjen myror. Inga underarter finns listade i Catalogue of Life.